# Setex-Textil
Die Setex-Textil-GmbH (Eigenschreibweise SETEX) ist ein Textilunternehmen mit Sitz in Dingden, einem Ortsteil der Stadt Hamminkeln in Nordrhein-Westfalen.
Setex ist eine „klassische vollstufige Textilfirma“, die Produktionsschritte Spinnerei, Weberei, Ausrüstung und Konfektion werden vom Unternehmen komplett selbst durchgeführt. Produziert werden Stoffe und Gewebe aller Art, von Heimtextilien und Bekleidungsstoffen, über schwer entflammbare Materialien bis hin zu Textilprodukten für die Industrie. In einer 2021 veröffentlichten Studie des Forschungszentrums Mittelstand der Universität Trier wurde Setex als einer der Hidden Champions in Nordrhein-Westfalen identifiziert.

## Geschichte
1990 stand die Textilfabrik Vagedes aus Bocholt kurz vor der Liquidation. Der damalige Vertriebsleiter Konrad Schröer entschied sich dazu, die Produktion zu übernehmen. Gemeinsam mit dem Mitgesellschafter Markus Enk, der zuvor ebenfalls Vertriebsmitarbeiter bei Vagedes war, gründete Schröer das Unternehmen Setex-Textil-GmbH. Am 6. April 1990 startete die Produktion mit den übernommenen Webmaschinen und 17 Mitarbeitern an alter Produktionsstätte im Bocholter Stadtteil Biemenhorst. Die Verwaltung wurde in Dingden eingerichtet.
1997 erwarb das Unternehmen ein Gewerbegrundstück in Dingden. Im Januar 1998 fand der Umzug der Verwaltung sowie der Rauherei und des Lagers aus Biemenhorst statt. 1999 zog auch der Websaal mit 30 Webmaschinen von Biemenhorst nach Dingden, der Bestand wurde in diesem Zuge auf 60 Maschinen verdoppelt. Der Standort Biemenhorst wurde geschlossen.
In den Folgejahren übernahm Setex immer wieder kleinere Webereien und Textilfirmen aus der Region, deren Produktion integriert wurde und die zum Teil nach einiger Zeit abgewickelt wurden. Zu den Unternehmen gehörten unter anderen Rutho in Bocholt (Übernahme 1996, Auflösung 1999) oder die Webereien Wisselink aus dem niederländischen Aalten (Übernahme 2002, Schließung 2003) und Meckelholt (Übernahme und Abwicklung 2006). Nachdem 2011 die Baumwollfaserpreise stark angestiegen waren und es zu kompletten Lieferausfällen der Lieferanten und infolgedessen zu zahlreichen Insolvenzen gekommen war, übernahm Setex die Spinnerei und Teile der Weberei der Firma Kettelhack aus Rheine und begann mit der eigenen Produktion von Garn.
Zusammen mit Partnern wurde 1998 das Unternehmen Clartex in Frankreich gegründet, das 2007 den französischen Großkunden Tissage du Moulin übernehmen sollte. 2006 wurde der Konfektionsbetrieb Lubatex in Polen gegründet.

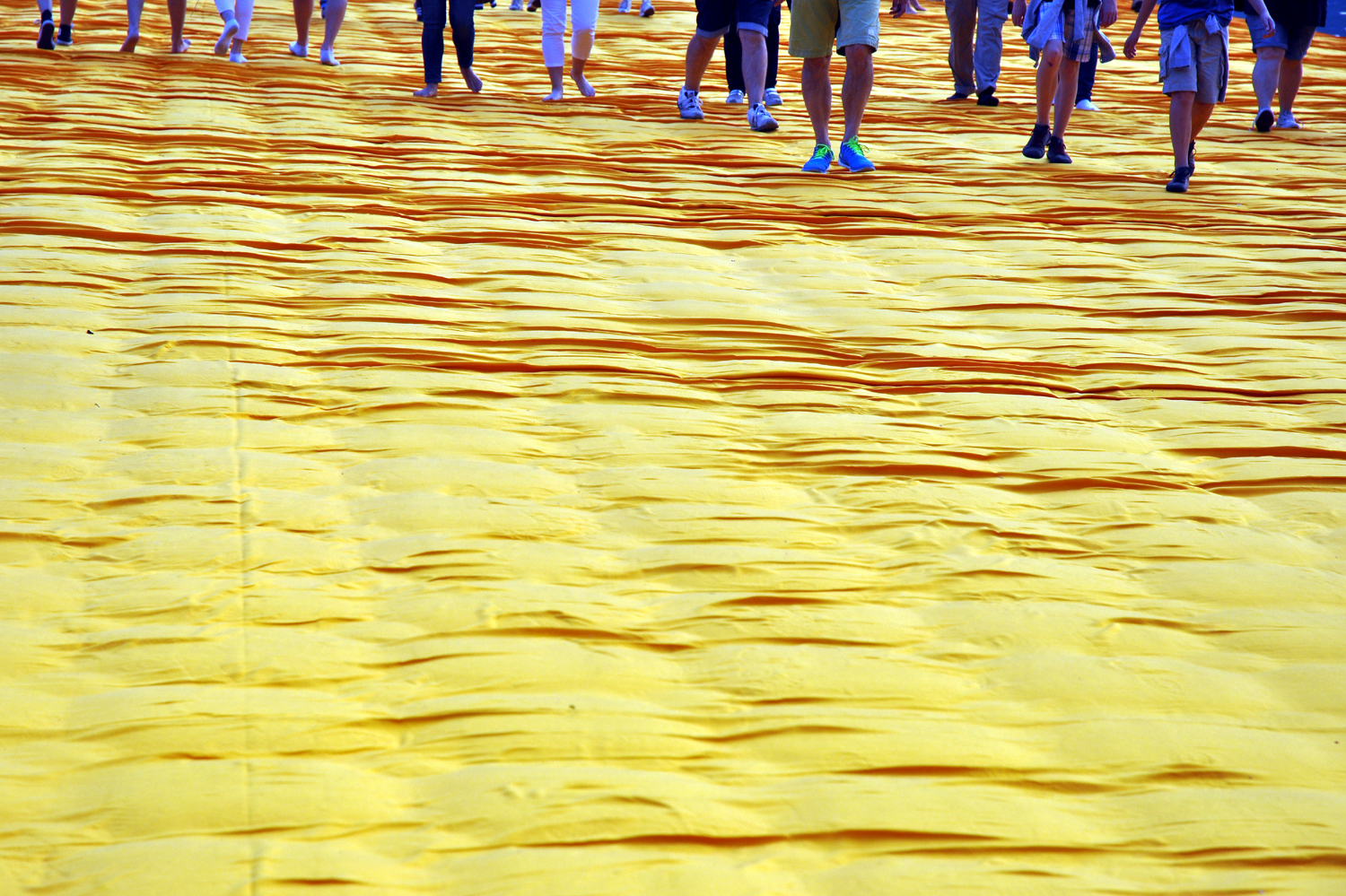
The Floating Piers (2016) mit Stoffen der Firma Setex

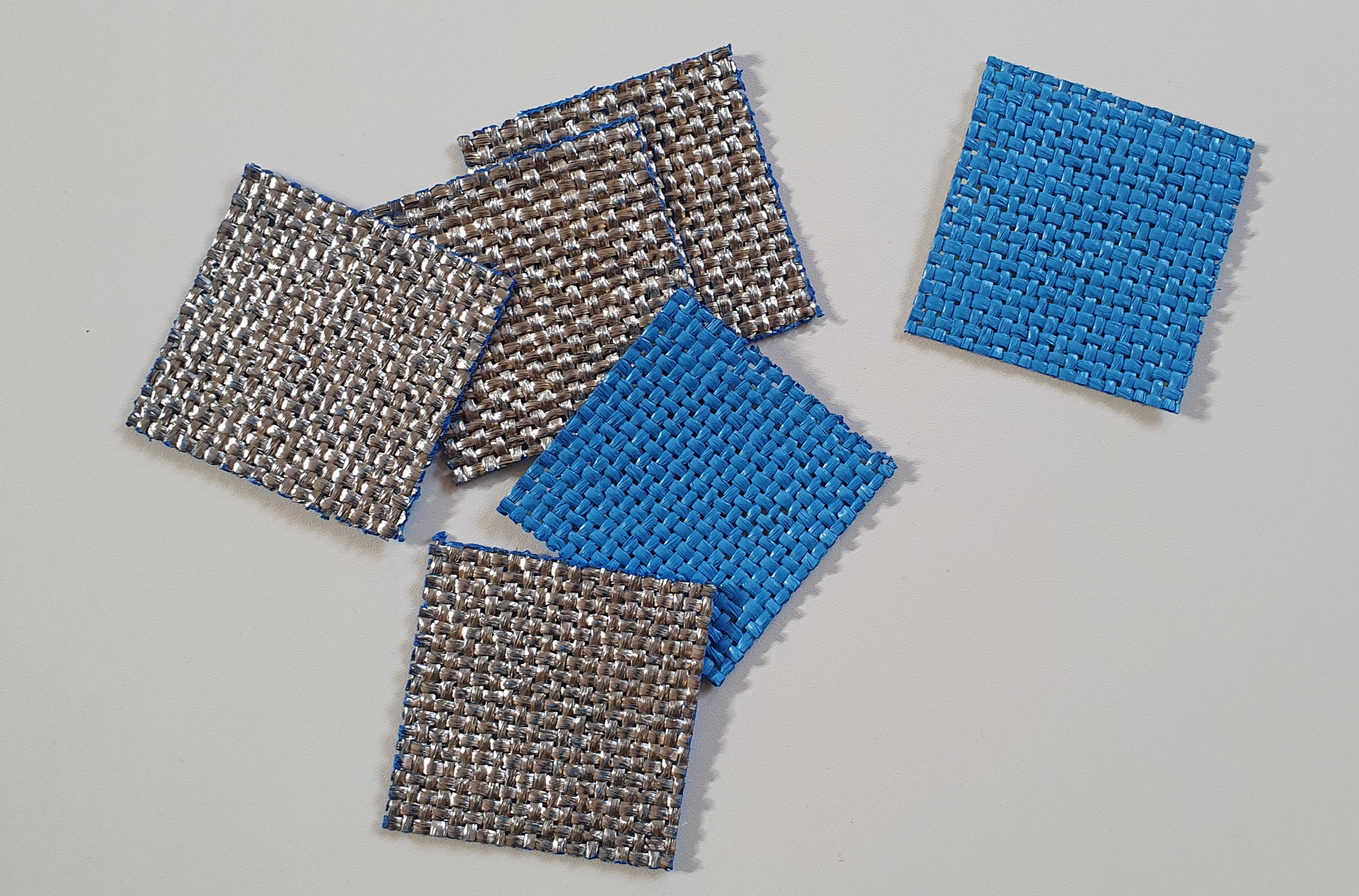
Gewebeproben für L'Arc de Triomphe, Wrapped (2021)

Im Jahr 2013 folgte die Übernahme der Firma Schilgen aus Emsdetten. Der 1873 gegründete Hersteller von technischen Textilien war unter anderem 1995 als Produzent an der Verhüllung des Reichstages durch Christo und Jeanne-Claude beteiligt. Das Unternehmen wurde mit der 2012 übernommenen Firma Anton Cramer zusammengeschlossen und firmierte von nun an unter dem Namen Setex-Textil-GmbH mit Sitz in Greven. Die Produktionsstätte in Emsdetten wurde nach Greven verlagert, der Produktionsbereich der Textilveredelung zog um nach Bocholt. Auch in der Folge arbeitete Setex weiter mit Christo zusammen und war unter anderem Lieferant des Polyamid-Gewebes für das Projekt The Floating Piers in Italien (2016) und Hersteller des Stoffes für die Verhüllung des Arc de Triomphe in Frankreich (2021).
Zum 1. Januar 2014 stieg die Setex als Mehrheitsgesellschafter der Ausrüstungsfirma Rössing aus Rhede ein. Im Oktober desselben Jahres folgte die Übernahme der insolventen Grenzlandfärberei aus Bocholt. 2018 wurde diese zur Setex-Textilveredlung-GmbH umfirmiert. Setex übernahm 2019 außerdem das Buntgewebeprogramm Rebecca des insolventen Traditionsunternehmens Lauffenmühle.
Nach steigenden Umsatzzahlen in den 2010er Jahren hatte Setex spätestens während der Corona-Pandemie mit größeren Problemen und Einbußen zu kämpfen. So musste 2021 unter anderem die Färberei in Greven geschlossen werden, 65 Mitarbeiter verloren ihren Arbeitsplatz. Mit der Produktion von Schutzmasken versuchte das Unternehmen die Umsatzeinbußen aufzufangen.

## Produkte
Das Produktportfolio von Setex lässt sich in fünf Bereiche gliedern. Die Produktlinie HomeTex umfasst Heimtextilien wie Bettwäsche und Matratzenschoner. Setex produziert zudem Textilien für Großkunden wie Krankenhäuser und Hotels (ObjectTex), schwer entflammbare Stoffe für Theater, Messen oder Kinos (EventTex) und technische Gewebe für die Industrie (TecTex). Individuell nach Kundenanforderungen werden auch Stoffe für Arbeits- und Sicherheitskleidung (wie zum Beispiel Uniformen der Bundeswehr und der Feuerwehr) entwickelt und hergestellt (WorkTex).
Die komplette Lieferkette bis zu den fertigen Produkten ist größtenteils mit dem Label Made in Green by OEKO-TEX und nach dem Global Organic Textile Standard (GOTS) und dem Global Recycling Standard (GRS) zertifiziert. Weitere Zertifizierungen erfolgten nach Unternehmensangaben unter anderen in den Bereichen Qualitätsmanagement (ISO 9001), Umweltmanagement (ISO 14001) und Energiemanagement (ISO 50001).

## Unternehmensstruktur und Standorte

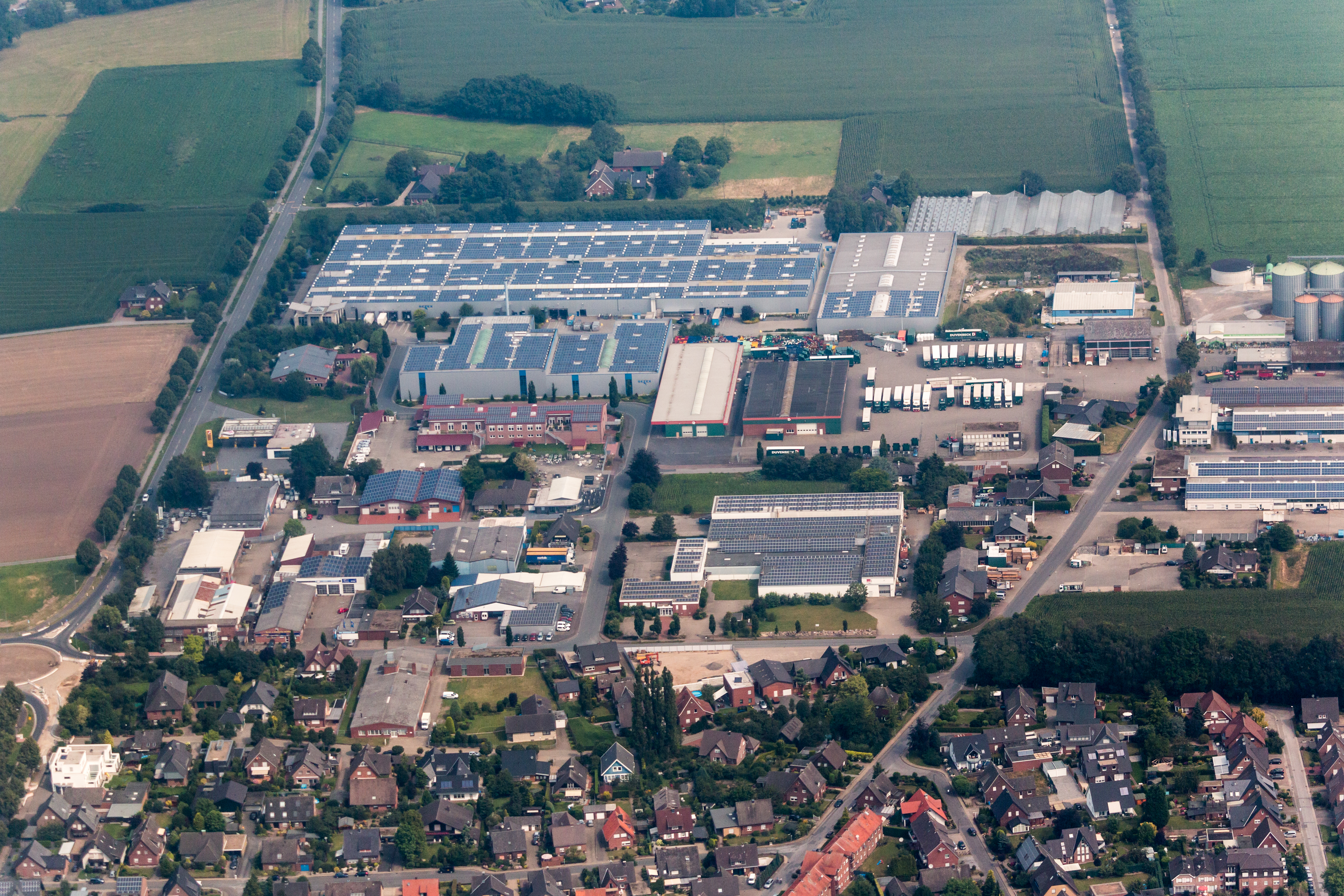
Blick auf die Unternehmenszentrale in Dingden (links oben im Bild)

Das Hauptwerk und die Verwaltung der SETEX-Gruppe befinden sich in Hamminkeln-Dingden im Kreis Wesel.
Eine weitere Produktionsstätte befindet sich in Greven im Münsterland. Nach Übernahmen entstand die Setex-Textil-GmbH und verblieb an der traditionsreichen Stätte.
Des Weiteren wird in Bocholt ein Werk speziell für die Textilveredelung und –ausrüstung betrieben. Das Tochterunternehmen Setex-Textilveredlungs-GmbH entstand ebenfalls aus der Verschmelzung von übernommenen Betrieben.
Im französischen Mülhausen befinden sich Vertriebsniederlassungen und ein Lager der Subunternehmen Clartex (seit 1998) und Tissage du Moulin (seit 2007). In Lubawka in Polen steht ein Konfektionswerk des Tochterunternehmens Lubatex mit einer Produktionsfläche von 11.000 m².

## Soziales Engagement und Kooperationen
Setex ist als Sponsor des SV Blau-Weiß Dingden aktiv und auch Namensgeber des Setex Sportparks in Dingden. Das Unternehmen tritt außerdem unter anderem als Unterstützer des Textilmuseums Bocholt auf.
Setex ist Partner der Initiativen Better Cotton, Cotton made in Africa und „Klimafreundlicher Mittelstand“ des VEA sowie Mitglied in anderen Interessenvertretungen und Verbänden. In Kooperation mit der Westfälischen Hochschule werden bei Setex Forschungsarbeiten auf dem Gebiet der Bionik durchgeführt.